# Horváth Géza (honvédezredes)
Horváth Géza (Komárom, 1885. január 15. – Cleveland, 1963. április 5.) katonatiszt, ezredes, országgyűlési képviselő.

## Élete
1885. január 15-én született Komáromban, református vallásban. Középiskoláit részben szülővárosában, részben Érsekújvárott végezte, majd a pécsi honvéd hadapródiskolába került. Később elvégezte a magyar királyi honvéd felsőbb tiszti iskolát is, Budapesten, illetve Bécsben a császári és királyi hadbiztosi iskolát.
1904-ben nevezték ki a magyar királyi 12. honvéd gyalogezred hadnagyává, 1910-ben pedig a 17., székesfehérvári honvéd gyalogezred főhadnagyává. 1913-ban, miután befejezte a magasabb katonai képzettséget biztosító iskoláit is, átkerült a hadbiztosi tisztikarba. Hadbiztosi minőségében az első világháború alatt mindvégig a 102. népfelkelő dandárral, a 38. honvéd hadosztállyal, illetve a Szurmay-csoporttal vett részt az orosz és az olasz hadszínterek hadműveleteiben.
A háború végét követően hadbiztos őrnaggyá, 1925-ben alezredessé, 1932-ben pedig I. osztályú főhadbiztossá (ezredessé) nevezték ki. 1934-ben fordult érdeklődése a politika felé, Gömbös Gyula miniszterelnöksége idején, mivel utóbbit már hadapród korában megismerte és odaadó hívévé vált. Nagyigmánd helyi közéletébe kapcsolódott be először, majd Kisbér képviselő-testületének tagja lett és vármegyei tisztségeket is elnyert. Az 1939-es országgyűlési választáson képviselői mandátumot is szerzett, a Magyar Élet Pártja jelöltjeként, a gyomai választókerületben.